# Pont Tazio
Le Pont Tazio est un pont franchissant la rivière Aniene et reliant la via Nomentana Nuova au corso Sempione, à Rome, dans le quartier de Monte Sacro. 

## Description
Il a été construit en 1922 pour relier la Piazza Sempione (c’est-à-dire le noyau de la Cité Jardin Aniene) à la via Nomentana Nuova qui rejoint ensuite la Via Nomentana se terminant à Porta Pia. Le pont, nommé d'après le roi Sabin Titus Tatius (en italien Tito Tazio), est traversé par la via Nomentana Nuova et franchit l'Aniene.

## Curiosité
Près du pont ont été filmées des scènes du célèbre film Le Voleur de bicyclette de Vittorio De Sica (1948).